# Ривиера (курорт)
„Ривиера“ е ваканционен комплекс от затворен тип, отстоящ на 14 км североизточно от град Варна, непосредствено преди Златни пясъци. Разположен е сред парк с площ от 12 хектара (120 дка) и се състои от няколко петзвездни хотела като „Империал“ (преди 1989 г. Дом №7), „Ривиера Бийч“, „Оазис“ и „Лотос“, които се намират на самия плаж и са сред най-скъпите и луксозни места за настаняване на Българското Черноморие. До 1989 г. комплексът е правителствена резиденция със строго ограничен достъп, като там са отсядали министър-председателят на НРБ, заместник-председателите на Министерския съвет, министри, зам.-министри, членове на ЦК, както и високопоставени чуждестранни гости на БКП.